# Musée Patek Philippe
Le Musée Patek Philippe (Patek Philippe Museum) est un musée privé d'horlogerie suisse situé dans le quartier de Plainpalais, à Genève. Il a été fondé par la direction de la société Patek Philippe.

## Histoire du musée
En 1989, la maison Patek Philippe fête son 150e anniversaire en présentant au Musée de l'horlogerie et de l'émaillerie de Genève une collection de plus de 500 montres créées par la manufacture. Devant le succès rencontré par cette exposition, Philippe Stern (alors président de Patek Philippe) et son épouse Gerdi prennent la décision de lui consacrer un musée.

## Bâtiment
Situé aux abords de la plaine de Plainpalais, ce bâtiment érigé par William Henssler est d'emblée destiné à l'horlogerie et à l'orfèvrerie par son premier propriétaire, la firme Heller & Son, avant d'être racheté, d'abord par la firme Ponti & Gennari, puis par Piaget qui l'occupe de 1967 à 1977. Il est ensuite occupé par une fabrique de bracelets et de boîtiers de montres appartenant à Patek Philippe, la société Ateliers Réunis SA.
D'une ligne architecturale intermédiaire entre le modernisme et le classicisme, ses façades sont habillées de béton armé façonné comme des pierres. À l'intérieur, la cage d'escalier a été conservée, et le bâtiment a été réorganisé et agrandi pour accueillir les collections sur trois niveaux.

## Collections

### Rez-de-chaussée
Au rez-de-chaussée, en plus de l'accueil et de l'auditorium sont présentés les outils des différents métiers de l'horlogerie.

### Premier étage
Le premier étage est consacré à la collection Patek Philippe, de 1839 à 1989, comprenant :
- des montres de poche ;
- des montres bracelet ;
- des montres à complications (quantième perpétuel, phases de la lune, carte céleste, etc.) ;
- des montres commémoratives, et autres pendules dômes.

### Deuxième étage
Au deuxième étage se trouve la collection ancienne (XVIe-XIXe siècles) comprenant :
- Des montres des XVIe, XVIIe, et XVIIIe siècles ;
- Le salon des automates ;
- Les montres faites pour le marché chinois et pour le marché turc ;
- Les montres de fantaisie.

### Troisième étage
Le troisième étage abrite la bibliothèque (4 000 ouvrages relatifs à l'horlogerie), les archives de Patek Philippe retraçant l'histoire de la manufacture et le salon des portraits en miniature.

## Horlogerie genevoise
Après le massacre de la Saint-Barthélemy, le 23 août 1572, tandis que le roi Charles IX ordonne le massacre des protestants, une partie de la population française, notamment de nombreux horlogers, se réfugie à Genève, contribuant à l'essor de l'horlogerie genevoise. Jean Calvin ayant interdit le port des bijoux, mais autorisé celui des montres, les orfèvres s'étaient reconvertis dans l'horlogerie.

### Automates
Dans les années 1780 se développe à Genève l'art de la miniaturisation des automates. Ainsi, de petits personnages, souvent des animaux, mus par de complexes systèmes agrémentent les montres et autres objets ; ces montres sont particulièrement appréciées en Orient. La tradition perdure jusque dans les années 1850 grâce à l'atelier Bruguier et à la maison Rochat Frères.

### Miniatures
Jean Petitot (1607-1691), Jean-Étienne Liotard (1702-1789) et Élisabeth Terroux (1759-1822) ont été de remarquables ambassadeurs du savoir-faire genevois quant aux miniatures sur émail qui ornent boîtes à musique, miroirs et montres.

### Marché turc
La première colonie d'horlogers genevois s'établit à Constantinople, dans le quartier de Galata, à la suite des Français qui s'y trouvent depuis le règne de François Ier. Parmi les horlogers genevois installés en Turquie, on trouve Isaac Rousseau, le père de Jean-Jacques Rousseau, régleur des pendules du palais de Topkapı (qui devait donner l'heure exacte des prières). Les montres destinées au marché turc avaient des décors discrètement exotiques comme des paysages ou des cartes locales.

### Marché chinois
À la cour de Constantinople, les horlogers genevois profitent de la présence des Anglais pour se faire représenter. En effet, les Anglais utilisent leurs relations diplomatiques pour exporter pendulettes et horloges de leur pays jusqu'en Orient. Le marché horloger ayant atteint une grande importance au XVIIIe siècle, les horlogers suisses organisent rapidement leur commerce directement avec la Chine et deviennent ainsi dès le XIXe siècle le premier fournisseur de montres de ce pays. Les objets fabriqués pour ce marché vont souvent par paire. Était-ce parce que les Chinois à l'époque avaient l'habitude d'offrir deux cadeaux identiques à la même personne ou parce que la distance était si grande et le voyage si long que si une montre était envoyée en réparation, en Suisse, le temps qu'elle revienne, l'autre pouvait être utilisée ?

### Montres fantaisie
Elles peuvent prendre toutes les formes possibles : couteaux, pistolets, instruments de musique, fruits, etc. Elles peuvent être rehaussées d'émail, de diamants ou d'or ciselé. Elles sont caractéristiques d'une mode qui a connu toute son ampleur à la fin du XVIIIe siècle et qui disparaît rapidement ensuite.

## Pièces présentées
- une montre en forme de tambour, fabriquée en Allemagne en 1530-1540, dont il existe moins de douze exemplaires dans le monde ;
- une montre en forme de croix de l'Ordre du Saint-Esprit signée par Abraham Cusin en 1633-1635 ;
- 500 pièces anciennes signées des meilleurs horlogers et émailleurs genevois, dont des œuvres d'Élisabeth Terroux[2].
- 1 000 montres signées Patek Philippe ;
- 100 portraits miniature peints sur émail ;
- 200 outils anciens.